# The Chaperone (película de 2018)
The Chaperone es una película de 2018, dirigida por Michael Engler, con un guion de Julian Fellowes, de la novela de Laura Moriarty. Es protagonizada por Haley Lu Richardson, Miranda Otto, Elizabeth McGovern, Blythe Danner, Campbell Scott, Géza Röhrig y Victoria Hill . 
Tuvo su estreno mundial en el Festival de Cine de Los Ángeles el 23 de septiembre de 2018. Fue estrenada el 29 de marzo de 2019 por PBS Distribution.

## Sinopsis
La historia se centra en la adolescente Louise Brooks, quien se aventura a estudiar danza en la escuela Denishawn en la ciudad de Nueva York en compañía de un acompañante. 

## Emitir
- Haley Lu Richardson como Louise Brooks.
- Miranda Otto como Ruth St. Denis
- Elizabeth McGovern como Norma (La Chaperona).
- Blythe Danner como Mary O'Dell.
- Campbell Scott como Alan Carlisle.
- Géza Röhrig como Joseph.
- Victoria Hill como Myra Brooks.
- Matt McGrath como Raymond.
- Robert Fairchild como Ted Shawn.
- Tyler Weaks como Howard Carlisle.
- Kate Grimes como la Sra. Burton
- Andrew Burnap como Floyd.
- Bill Hoag como Jack.
- Ellen Toland como Greta.
- George Hampe como Earl Carlisle.
- Sean Hudock como Norman Ross.
- Vinson German como Music Hall Man.

## Producción
En febrero de 2013, se anunció que Elizabeth McGovern protagonizaría la película, con Simon Curtis dirigiendo un guion de Julian Fellowes, basado en la novela de Laura Moriarty, con McGovern, Curtis, Eli Selden y Adam Shulman produciendo bajo Anonymous Content. Fox Searchlight Pictures distribuiría la película. En mayo de 2017, se anunció que Michael Engler dirigirá la película, en lugar de Curtis, quien seguirá siendo productor ejecutivo de la película. Masterpiece, Altus Media y Rose Pictures producirán la película, con PBS Distribution distribuyendo la película, recibiendo una lanzamiento en cines antes de su emisión en PBS. En agosto de 2017, Haley Lu Richardson, Victoria Hill, Campbell Scott, Géza Röhrig, Blythe Danner y Miranda Otto. Hill, Greg Clark, Luca Scalisi, Rose Ganguzza, Kelly Carmichael y Gary Hamilton también serían productores de la película.

### Rodaje
La fotografía principal comenzó en agosto de 2017.

## Estreno
La película tuvo su estreno mundial en el Festival de Cine de Los Ángeles el 23 de septiembre de 2018. Fue estrenada el 29 de marzo de 2019.